# Minto Cato
Minto Cato, nacida como La Minto Cato, (Little Rock, Arkansas, 23 de agosto de 1900 - Nueva York, 26 de octubre de 1979) fue una cantante de ópera mezzosoprano e intérprete de espectáculos durante el Renacimiento de Harlem desde la década de 1920 hasta finales de la de 1940.

## Vida y carrera
Minto Cato nació en Little Rock, Arkansas. Recibió su educación musical en el Conservatorio de Música de Washington en Washington, D. C., y poco después comenzó a enseñar piano en escuelas públicas de Arkansas y Georgia. En 1919, abrió un estudio de música en Detroit.
Comenzó su carrera en el circuito de vodevil de B. F. Keith en el Temple Theatre de Detroit en 1922. En 1923, Cato se casó con el empresario Joe Sheftell. Alrededor de 1924, dio a luz a una hija llamada Minto Cato Sheftell. Cato actuó en muchos de los espectáculos de Sheftell durante la década de 1920, incluida Creole Bronze Revue. Juntos realizaron una gira por Europa, Alaska, Canadá y México en un espectáculo al que llamaron Southland Revue.
En 1927, Cato se separó de su esposo y comenzó a trabajar en varios lugares. En el Regal Theatre de Chicago, tuvo un acto en solitario en 1929. También trabajó como productora de vodevil en los Estados Unidos y en el extranjero. Desde 1920 hasta 1930, Cato cantó con Louis Armstrong en los espectáculos de los Blackbirds. Presentó la canción "Memories of You" en Blackbirds of 1930.
Del mundo del espectáculo pasó a la ópera, actuando en Il trovatore en 1936, en Aida en Nueva York, Show Boat y Gentlemen Unafraid en 1938, y La traviata en 1947. Regresó a Europa y continuó actuando hasta principios de la década de 1950. Murió en la ciudad de Nueva York en 1979.